# ラ・バタイユ (1934年の映画)
『ラ・バタイユ』（フランス語: La Bataille、英語: The Battle / Thunder In the East）は、ニコラ・ファルカスとヴィクトル・トゥールジャンスキーが共同で監督し、1934年に公開されたフランスとイギリスの合作映画。この映画は、フランス語版『La Bataille』と英語版『The Battle』が並行して制作され、前者ではアナベラ、後者ではマール・オベロンがヒロイン役である主人公の妻を演じているが、他のおもな配役は同一である。 

## あらすじ

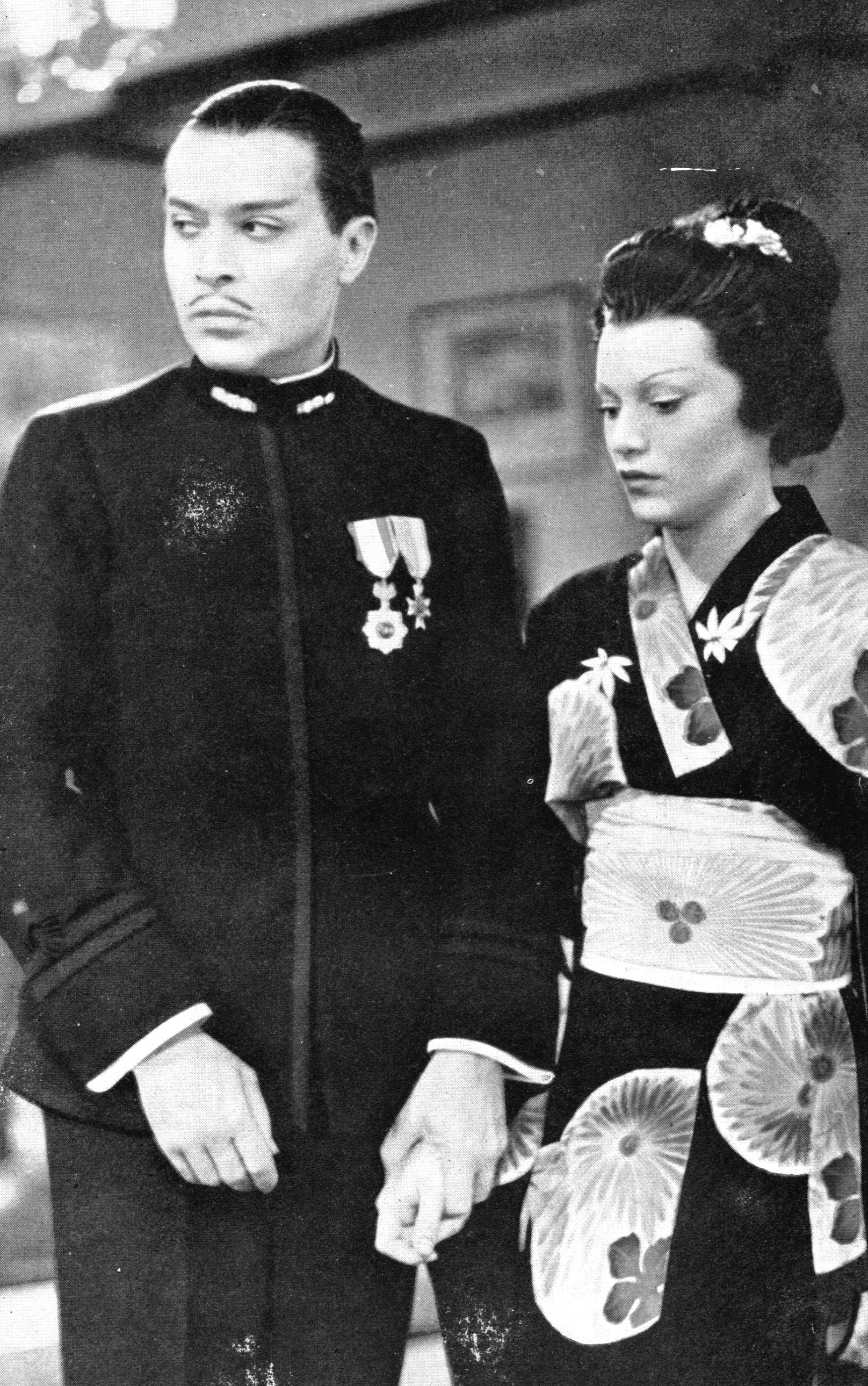
フランス語版でヨリサカ侯爵夫妻を演じるシャルル・ボワイエとアナベラ。

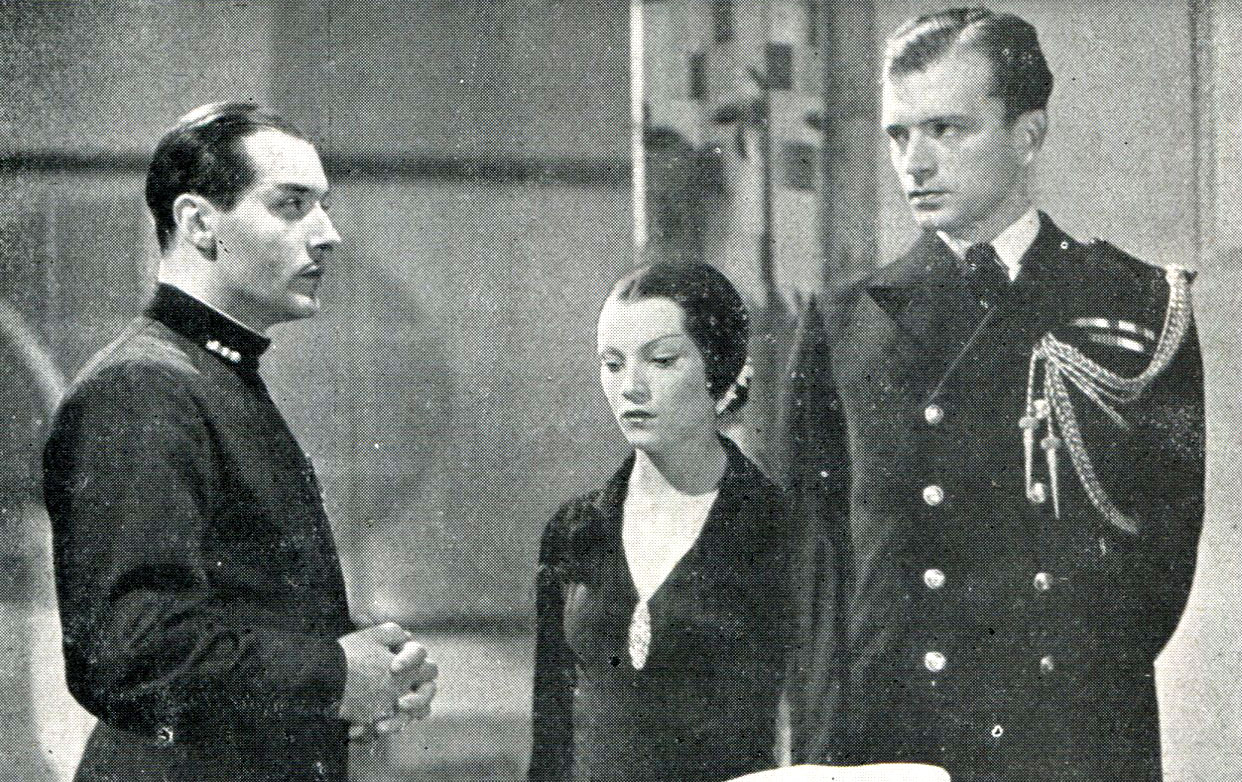
左から、シャルル・ボワイエ、アナベラ、ジョン・ローダー。

## キャスト

### フランス語版『La Bataille』
役名のフランス語表記は、IMDbによる。
- シャルル・ボワイエ - ヨリサカ侯爵 (Marquise Yorisaka)
- アナベラ - ヨリサカ侯爵夫人ミツコ (La marquise Mitsouko Yorisaka)
- ジョン・ローダー（英語版） - ハーバート・フェアガン (Herbert Fergan)
- ベティ・ストックフェルド（英語版） - ベッツィ・ホックリイ (Betsy Hookley)
- ヴァレリー・インキジノフ（フランス語版） - ヒラタ (Hirata)
- ロジェ・カール（フランス語版） - 画家ジャン＝フランソワ・フェイズ (le peintre Jean-François Feize)
- アンリ・ファベール (Henri Fabert) - 提督 (l'amiral)
- ルネ・ドニオ（フランス語版） - 記者 (Un journaliste)
- アンリ・ウーリー（フランス語版）

### 英語版『The Battle』
役名の英語表記は、IMDbによる。★印は、フランス語版と異なる配役
- シャルル・ボワイエ - ヨリサカ侯爵 (Marquise Yorisaka)
- マール・オベロン - ヨリサカ侯爵夫人 (Marquise Yorisaka)★
- ジョン・ローダー - フェアガン (Fergan)
- ベティ・ストックフェルド - ベティ・ホックリイ (Betty Hookley)
- ヴァレリー・インキジノフ - ヒラタ (Hirata)
- マイルス・マンダー（英語版） - フェイズ (Feize)★
- アンリ・ファベール (Henri Fabert) - 提督 (The Admiral)

## 製作
作中の日本人役は英仏の役者たちが演じているが、エキストラとして、フランス在住の中国人、日本人が動員されたといわれており、版画家の永瀬義郎は、セリフが一言だけの東郷平八郎役を演じたという。

## 評価
一般公開に先立ち、読売新聞パリ支局長として試写を観た松尾邦之助は、「フイルム全體に藝術の香氣が薄く、統一した强い印象の無いのは殘念」などと概して否定的な論評を残したが、海戦の場面の描写については「海戰のところは相當良く撮れてゐる ... 早川雪洲の時のフイルムとは雲泥の差」と称賛した。
監督のニコラ・ファルカスは日本を訪れた経験もあったが、日本文化への中途半端な理解が日本人の不評を買う結果となった。特に、外国武官のもとから盗み出した暗号文のおかげで日本海軍が勝利するという展開は、日本公開への海軍の反対を呼び、日本では公開されなかった。

## アメリカ合衆国における公開

### 『Thunder In the East』（1935年）
英語版は、アメリカ合衆国では、『Thunder In the East』と題され、1935年8月に公開された。

### 『Hara-Kiri』（1943年）
英語版は後にリバイバルされることとなり、新たに『ハラキリ (Hara-Kiri)』と題され、1943年に戦時下の反日プロパガンダ映画に編集し直された。大きな変更点は、真珠湾攻撃と日本の背信行為を語る前置きが付け加えられたこと、切腹が臆病な行為だとする結末部が追加されたことであった。